# Bacillus cereus
Bacillus cereus er en Gram-positiv bakterie forekommende i jord, mad og havsvampe. Nogle varianter er skadelige for mennesker og giver madforgiftning, mens andre har en probiotisk effekt for dyr. B. cereus indeholder både anaerobiske og fakultativt aerobiske bakterier og som andre medlemmer af bacillus kan de producere endosporer.
Gruppen Bacillus cereus indeholder flere tætbeslægtede arter:
- B. cereus
- B. anthracis
- B. thuringiensis
- B. mycoides
- B. pseudomycoides
- B. cytotoxicus
- B. weihenstephanensis